# Grote Scheldeprijs 1973
Il Grote Scheldeprijs 1973, cinquantanovesima edizione della corsa, si svolse il 31 luglio per un percorso di 246 km, con partenza ed arrivo a Schoten. Fu vinto dal belga Freddy Maertens della squadra  Flandria-Carpenter-Shimano davanti ai connazionali Louis Verreydt e Marc Demeyer.

## Ordine d'arrivo (Top 10)
| Pos. | Corridore               | Squadra                    | Tempo    |
| ---- | ----------------------- | -------------------------- | -------- |
| 1    | Freddy Maertens         | Flandria-Carpenter-Shimano | 5h54'00" |
| 2    | Louis Verreydt          | Ijsboerke-Bertin           | s.t.     |
| 3    | Marc Demeyer            | Flandria-Carpenter-Shimano | s.t.     |
| 4    | Christian De Buysschere | Hertekamp                  | s.t.     |
| 5    | Daniel Pauwels          | Watney-Maes Pils           | s.t.     |
| 6    | Joseph Spruyt           | Molteni                    | s.t.     |
| 7    | Bernard Bourguignon     | Ijsboerke-Bertin           | a 2'05"  |
| 8    | Harm Ottenbros          | Kela Tapijt                | s.t.     |
| 9    | Eddy Merckx             | Molteni                    | s.t.     |
| 10   | Ludo Van Staeyen        | Watney-Maes Pils           | s.t.     |